# Marie z Lusignanu (1215–1251/3)
Marie z Lusignanu (před březnem 1215 – 5. červenec 1251 nebo 1253) byla hraběnka z Brienne, Jaffy a Askalonu.

## Život
Marie se narodila někdy před březnem 1215 jako nejstarší potomek kyperského krále Huga I. a Alice, dcery jeruzalémské královny Isabely a Jindřicha II. ze Champagne. Původně byla Marie zasnoubena s ovdovělým Petrem I. Bretaňským. Papež sňatek z důvodu příbuzenství zakázal. Roku 1233 se stala manželkou Waltera VI., synovce a chráněnce Jana z Brienne, bývalého jeruzalémského krále. Manželství netrvalo dlouze, Walter byl roku 1244 zajat muslimy po porážce u La Forbie. Byl mučen na kříži před zdmi Jaffy a oo několika v měsících v zajetí byl zabit. Marie zůstala u kyperského dvora a zemřela 5. července roku 1251 nebo 1253.